# Killing the Dragon
Albums de Dio
Magica
(2000) Master of the Moon
(2004)
Killing the Dragon est le 9e album du groupe de heavy metal américain Dio sorti en 2002.

## Liste des Pistes
- Paroles & Mélodies par Ronnie James Dio.
- Musique indiquée ci-dessous.

1. Killing the Dragon - 4:25 - (Dio, Bain)
2. Along Comes a Spider - 3:32 - (Dio, Bain, Aldrich)
3. Scream - 5:02 - (Dio, Bain, Aldrich)
4. Better in the Dark - 3:43 - (Dio, Bain)
5. Rock 'n Roll - 6:11 - (Dio, Bain, Goldy)
6. Push - 4:08 - (Dio, Bain, Goldy)
7. Guilty - 4:25 - (Dio, Bain)
8. Throw Away Children - 5:35 - (Dio, Goldy)
9. Before the Fall - 3:48 - (Dio, Bain)
10. Cold Feet - 4:11 - (Dio, Bain)

### Bonus tracks
1. Fever Dreams (Live) (Dio)
2. Rainbow in the Dark (Live) (Dio, Campbell, Bain, Appice)

## Composition du groupe
- Ronnie James Dio: Chants
- Doug Aldrich: Guitare
- Jimmy Bain: Basse & Claviers
- Simon Wright: Batterie
- Scott Warren: Claviers sur "Before The Fall"